# Multiclavula corynoides
Multiclavula corynoides é uma espécie de fungo pertencente à família Clavulinaceae.